# Längenmühlbach (Isar)
Der Längenmühlbach, früher auch Längermühlbach, Längermoosmühlbach oder Moosmühlbach, auf amtlichen Flurkarten teilweise auch nur Mühlbach, ist ein 68,12 Kilometer langer Mühlkanal orographisch linksseitig parallel zum Unterlauf der Isar in Niederbayern.
Der Längenmühlbach ist der wichtigste und längste der vier verbliebenen Mühlbäche der Isar.

## Historisches
In den Repertorien zu den topographischen Atlasblättern aus der ersten Hälfte des 19. Jahrhunderts wird der heutige Längenmühlbach noch in nicht zusammenhängenden Teilen dargestellt.
Der Mühlbach in der Schwarzau fließt bei Albing aus der Isar, läuft von Südwest nach Nordost durch Ohu, und vereinigt sich bei Unterahrain mit dem Bach von Umsbach. Der Bach bei Umsbach fällt seinerseits bei der Nieder - Eibacher - Au in die Isar. Auf dem Urpositionsblatt ist er als Läng-Bach verzeichnet.
Mühlbach, (Aubach) ist ein (s. Blatt Landshut) bei Werth aus der Isar abgeleitetes Wasser, welches östlich fließend in das Blatt tritt und bei Sossau sich wieder mit dem Hauptfluss vereinigt.

## Quelle
Er wird unmittelbar oberhalb der Stauanlage des Wasserkraftwerks Altheim in der Gemarkung Ohu (Gemeinde Essenbach) links von der Isar (hier noch Altheimer Stausee) bei Flusskilometer 67,3 unterirdisch ausgeleitet, unterquert nach 340 Metern in einem Düker den Stauseedamm und Landshuter Mühlbach, und tritt wenige Meter weiter beim Ortsteil Gaden (Gemarkung Ohu) an die Oberfläche, genau an der Stelle, an der nach dem Urpositionsblatt der Landvermessung in Bayern 559 LANDSHUT.Ost von 1870–1873 die Ausleitung aus der damals noch freier fließenden Isar erfolgte. Sein Wasserstand wird durch Einspeisung einer gleichbleibenden Wassermenge von 3,2 m³/s konstant gehalten, außer zur Bachkehr. Die heutige Ausleitung wurde mit dem Bau der Staustufe Altheim in den Jahren 1949 bis 1951 eingerichtet.
Bis dahin erfolgte die Ausleitung beim damaligen Albinger Wehr bei Flusskilometer 70,475 auf dem Gebiet des Marktes Ergolding, also 3,275 km weiter flussaufwärts. Dadurch war die Längermühle (heute Lengermühle) am Längenmühlbach gelegen. Sie war die erste Mühle stromabwärts und gab ihm seinen Namen. Das Albinger Wehr wurde erstmals in den Jahren 1912 bis 1914 errichtet und 1933 bis 1934 umgebaut. Die Anlage wurde im Zuge der Errichtung der Stauanlage Altheimer Stausee ab 1949 wieder beseitigt.
Das ehemalige Bachbett bis zur neuen Einleitungsstelle, wo das Gewässer an die Oberfläche tritt, wurde aufgelassen, ist aber noch als Senke im Gelände erkennbar.

## Mündung
Kurz vor der Mündung vereinigt sich der Längenmühlbach 950 Meter oberhalb des Wasserkraftwerks Pielweichs in der Nähe von Plattling (Gemarkung Pielweichs) in einem ausgedehnten Auwaldgebiet (Laillinger Holz) mit dem Laillinger Bach. Knapp 400 Meter unterhalb des Kraftwerks mündet er bei Flusskilometer 10,26 wieder in die Isar. Das Einzugsgebiet des Längenmühlbachs hat eine Flächenausdehnung von 231,08 km².
Rund 230 Meter vor der Mündung befindet sich ein Siel, durch das ein Teil des Wassers den linksseitigen Plattlinger Mühlbach speist, ehe diesem der Reißinger Bach zufließt. Der Plattlinger Mühlbach fließt durch das Stadtgebiet von Plattling und mündet kurz vor Schiltorn (Gemarkung Pankofen der Stadt Plattling) in einen Isararm. Der Plattlinger Mühlbach gilt jedoch nicht mehr als Teil des Längenmühlbachs.

## Verlauf
Der Längenmühlbach weist zumeist Breiten zwischen sechs und zwölf Metern auf. Dass der Kanal in dem 56,95 km langen Isarabschnitt von Ursprung bis Mündung 68,12 Kilometer zurücklegt, bei einer Luftliniendistanz von 52,1 Kilometern zwischen Ausleitung und Mündung, ist ein Hinweis auf seine verschlungenen Wege, die in Abständen von nur etwa 50 Metern (so bei Wörth) bis über zwei Kilometer von der Isar (so bei Pilsting) verlaufen. Diese rühren nicht zuletzt daher, dass bei seiner Anlage auch vorhandene  kurze Mühlkanäle und Isaranstiche miteinander verbunden wurden.
Der Längenmühlbach hat als orographisch linksseitiges Nebengewässer der Isar nur Zuläufe von links, wie Lichtenseer Bach, Köllnbach und Laillinger Bach, die früher direkt in die Isar mündeten. Einzige Ausnahme als rechter Zulauf ist der Gänsmühlbach. Dies ist nur möglich, weil der Gänsmühlbach kein natürliches Gewässer ist, sondern unterhalb des Wasserkraftwerks Gottfrieding aus der Isar (genauer aus dem linken Sickergraben der Isar) ausgeleitet wird. Unterhalb von Landau an der Isar mündet der Gänsmühlbach in den Längenmühlbach.
In Dingolfing bildet der Längenmühlbach die Grenze zwischen den beiden Stadtpfarreien St. Johannes im Süden (mit der Altstadt) und St. Josef im Norden (mit den früheren Schwaigdörfern und heutigen Stadtteilen Goben, Geratsberg, Höll und Sossau). Ebenso bildet er die Grenze zwischen den Schulsprengeln Grundschule Altstadt und Grundschule St. Josef.
Genau an der Gemeindegrenze zwischen Mamming und Pilsting (dort Gemarkung Großköllnbach) wird der Längenmühlbach vom Moosgraben bzw. Zwerchgraben untertunnelt, der 1300 Meter südöstlich auch noch den Gänsmühlbach unterquert, um schließlich über die Altern bei der Weindlschwaige (Stadt Landau an der Isar) direkt in die Isar zu münden.

## Mühlen und Wasserkraftwerke
Am Längenmühlbach sind noch 28 ehemalige Wassermühlen als Wasserkraftwerke zumeist mit Francis-Turbinen in Betrieb, zum Teil mit Sägewerken wie z. B. die Dollingermühle in der Gottfriedingerschwaige. Deren Betreiber waren in zwei Genossenschaften zusammengeschlossen, der Oberen Längenmühlbachgenossenschaft in Altheim (Gemarkung Altheim, Markt Essenbach – alle Kraftwerke bis Dingolfing) und der Unteren Längenmühlbachgenossenschaft in Kleegarten (Gemarkung Zeholfing, Stadt Landau an der Isar – alle Kraftwerke ab Gottfrieding).
Im Jahr 2020 werden drei Genossenschaften erwähnt:
- Obere Längenmühlbachgenossenschaft (Vorsitzender Michael Forstner)
- Mittlere Längenmühlbachgenossenschaft (Vorsitzender Michael Götz)
- Untere Längenmühlbachgenossenschaft (Vorsitzender Johann Unger)[13]

Eine der ältesten Mühlen ist die Oberburgermühle (früher Burgermühle) im Stadtgebiet von Dingolfing, die erstmals 1503 urkundlich erwähnt wurde und die zunächst mit Wasser eines kurzen Isaranstichs betrieben wurde. Früher war die Anzahl der Mühlen höher; einige sind aufgegeben worden, z. B. die 1924 aufgegebene Unterburgermühle im Dingolfinger Stadtteil Geratsberg und die Radspielermühle in Frammering (Stadt Landau an der Isar). Die zur Gemeinde Loiching gehörende Wastlmühle ist bekannt für die Notlandung des Zeppelin LZ 1 in der Nähe am 1. April 1909.
Liste der Mühlen und Kraftwerke
| Mühle/Kraftwerk               | Höhe | Ort                    | Gemeinde           | Bemerkung                     | Koordinaten                  |
| ----------------------------- | ---- | ---------------------- | ------------------ | ----------------------------- | ---------------------------- |
| Lengermühle                   | 382  | Lengermühle            | Essenbach          | heute oberhalb der Ausleitung | 48° 34′ 43″ N, 12° 11′ 55″ O |
| Zöttlmühle                    | 379  | Ohu                    | Essenbach          |                               | 48° 35′ 40″ N, 12° 13′ 59″ O |
| Wimmermühle                   | 377  | Oberahrain             | Essenbach          |                               | 48° 36′ 1″ N, 12° 14′ 48″ O  |
| Pöschlmühle                   | 374  | Unterahrain            | Essenbach          |                               | 48° 36′ 28″ N, 12° 17′ 15″ O |
| Neumühle                      | 370  | Niederaichbach         | Niederaichbach     |                               | 48° 36′ 41″ N, 12° 19′ 20″ O |
| Bachnermühle                  | 365  | Lichtensee             | Niederviehbach     |                               | 48° 37′ 30″ N, 12° 22′ 48″ O |
| Wastlmühle                    | 363  | Wastlmühle             | Loiching           |                               | 48° 37′ 45″ N, 12° 24′ 14″ O |
| Zilkermühle (Loichingermühle) | 361  | Kronwieden             | Loiching           |                               | 48° 38′ 0″ N, 12° 25′ 38″ O  |
| Schönbichlmühle               | 360  | Schönbühl              | Dingolfing         |                               | 48° 38′ 0″ N, 12° 26′ 35″ O  |
| Rostmühle                     | 358  | Grüblhof               | Dingolfing         |                               | 48° 38′ 14″ N, 12° 28′ 5″ O  |
| Oberburgermühle               | 356  | Oberburgermühle        | Dingolfing         |                               | 48° 38′ 10″ N, 12° 29′ 21″ O |
| Unterburgermühle              | 354  | Geratsberg             | Dingolfing         | abgegangen 1928               | 48° 38′ 27″ N, 12° 30′ 13″ O |
| Kainzmühle                    | 353  | Sossau                 | Dingolfing         |                               | 48° 38′ 28″ N, 12° 30′ 41″ O |
| Dollingermühle                | 350  | Gottfriedingerschwaige | Gottfrieding       |                               | 48° 38′ 54″ N, 12° 32′ 43″ O |
| Siglmühle                     | 347  | Rosenau                | Mamming            |                               | 48° 39′ 20″ N, 12° 34′ 22″ O |
| Schmidmühle                   | 346  | Mammingerschwaigen     | Mamming            |                               | 48° 40′ 6″ N, 12° 35′ 58″ O  |
| Bäckermühle                   | 343  | Bäckermühle            | Pilsting           |                               | 48° 40′ 38″ N, 12° 37′ 18″ O |
| Neumühle                      | 342  | Neumühle               | Pilsting           |                               | 48° 40′ 38″ N, 12° 38′ 7″ O  |
| Strohmeiermühle               | 340  | Pilstingermoos         | Pilsting           |                               | 48° 41′ 17″ N, 12° 39′ 6″ O  |
| Pongratzmühle                 | 338  | Plankenschwaige        | Landau an der Isar |                               | 48° 41′ 28″ N, 12° 41′ 7″ O  |
| Moosmühle                     | 336  | Moosmühle              | Landau an der Isar |                               | 48° 41′ 37″ N, 12° 41′ 40″ O |
| Radspielermühle               | 334  | Fischermühle           | Landau an der Isar |                               | 48° 41′ 27″ N, 12° 43′ 41″ O |
| Irrgangmühle                  | 334  | Fischermühle           | Landau an der Isar | abgegangen?                   | 48° 41′ 41″ N, 12° 44′ 26″ O |
| Waasmühle                     | 334  | Schönbergerschwaig     | Landau an der Isar |                               | 48° 41′ 41″ N, 12° 44′ 26″ O |
| Steinhubermühle               | 333  | Steinhubermühle        | Landau an der Isar |                               | 48° 41′ 53″ N, 12° 44′ 55″ O |
| Stichmühle                    | 331  | Stiegmühle             | Landau an der Isar |                               | 48° 42′ 14″ N, 12° 45′ 44″ O |
| Schudermühle                  | 329  | Ettlingermoos          | Wallersdorf        |                               | 48° 42′ 26″ N, 12° 47′ 7″ O  |
| Wolfersmühle                  | 329  | Ettlingermoos          | Wallersdorf        | abgegangen?                   |                              |
| Anzenbergermühle              | 325  | Niederpöring           | Oberpöring         | abgegangen?                   | 48° 43′ 18″ N, 12° 49′ 47″ O |
| Weiglmühle                    | 325  | Niederpöring           | Oberpöring         |                               | 48° 43′ 28″ N, 12° 49′ 49″ O |
| Schmidmühle                   | 324  | Niederpöring           | Oberpöring         |                               | 48° 43′ 31″ N, 12° 49′ 59″ O |

## Fischerei
Der Längenmühlbach weist 28 verschiedene Fischarten auf. Für die Fische sind die früheren Mühlen und heutigen Kraftwerke in der Regel ein unüberwindliches Hindernis, aber beim Wasserkraftwerk in Kronwieden (Gemeinde Loiching, Zilkermühle) wurde bereits eine Fischtreppe eingerichtet. Das Gewässer wird von verschiedenen Sportfischervereinen als Fischgewässer bewirtschaftet, darunter vom Angelsportverein Landshut Bayern e. V. und auf eine Länge von 15 Kilometern vom Kreisfischereiverein Dingolfing e. V.

## Bachkehr
Alle drei Jahre findet im Spätsommer die so genannte Bachkehr (Rama dama, bairisch für Räumen tun wir) statt, zuletzt 5. bis 12. September 2020, vorher 2. bis 9. September 2017, davor vom 6. bis 13. September 2014 und davor vom 3. bis 10. September 2011. Sie wird aufgrund wasserrechtlicher Vorschriften von den Längenmühlbachgenossenschaften beantragt und vom Landratsamt Landshut, auf dessen Gebiet sich das Ausleitungsbauwerk befindet, durchgeführt. Anlässlich der Bachkehr wird an der Ausleitungsschleuse beim Wasserkraftwerk Altheim die Wassermenge von 3,2 auf 0,4 bis 0,6 m³ reduziert und der Wasserspiegel dadurch abgesenkt, um die Reinigungsarbeiten zu erleichtern, aber nicht unter 30 cm in der Hauptwasserrinne, um die Fischbestände nicht zu gefährden. Die Sportfischerei ist währenddessen verboten. Betreiber der Wasserkraftwerke sind angehalten, diese Zeit zur Wartung der Turbinen und sonstigen technischen Anlagen zu nutzen. Früher fand die Bachkehr jährlich statt.